# Sisowath Monireth
Le prince Sisowath Monireth (សម្តេចក្រុមព្រះ ស៊ីសុវត្ថិ មុនីរ៉េត ; né le 25 novembre 1909 et mort vers septembre 1975) était un prince cambodgien de premier rang (preah ang mchas ព្រះអង្គម្ចាស់) et homme d'État, fils du roi Sisowath Monivong.
Prétendant à la succession de son père en 1941, il doit laisser le trône à son neveu Norodom Sihanouk. Saint cyrien, il organise la première armée cambodgienne à la fin du protectorat et occupe de multiples postes ministériels après la Seconde Guerre mondiale, et ce jusqu'en 1956.
Présent à Phnom Penh en 1975 lors de la chute de la République khmère et malgré sa Légion d'honneur, l'accès à l'ambassade de France lui est refusé ; il meurt peu après, victime comme bon nombre de ses compatriotes du régime khmer rouge.

## Biographie
Il fait son cursus scolaire dans un lycée près de Nice (institution Montaigne à Vence), avant d’intégrer l’École spéciale militaire de Saint-Cyr.
De 1934 à 1937, il est secrétaire général du roi, son père, puis de 1937 à 1939, délégué auprès des affaires sociales, de la santé et des sports.
Toujours en 1934, il créa le premier mouvement scout cambodgien (Angkar Khemarak Kayarith) qui se développa dans plusieurs provinces et regroupa plus de 1 000 membres.
Le 12 février 1939, il entre dans la Légion étrangère. Il est nommé sous-lieutenant le 22 décembre 1939. en août 1940, il est affecté au 1er régiment étranger et détaché au 2e régiment d'infanterie coloniale et participe aux combats de la Seconde Guerre mondiale bataille de France. La même année, il est nommé chevalier de la Légion d’honneur. Son comportement lui vaudra d’être cité à l’ordre de l’armée française, d’obtenir la Croix de guerre 1939-1945 et d’être nommé légionnaire de première classe d’honneur. Il est démobilisé comme son frère Sisowath Monipong, officier de l’armée de l’air française, fin octobre 1940 et se retire avec lui à Nice.
En 1941, il est le principal prétendant de la lignée des Sisowath pour succéder à son père, Sisowath Monivong, mais les autorités coloniales lui préfèrent son neveu Norodom Sihanouk, peut-être parce qu'elles trouvent ce dernier plus docile et reprochent à Monireth ses sympathies pour les milieux indépendantistes.
Nommé lieutenant le 22 décembre 1941. Il est promu capitaine à titre étranger en 1946 et chef de bataillon en 1954.
Le prince resta néanmoins l’héritier au trône pendant tout le (premier) règne de Norodom Sihanouk.
Accusé en juillet 1942 d’avoir soutenu les manifestants indépendantistes de la révolte des ombrelles, Monireth est rappelé au service du 26 septembre 1942 au 26 septembre 1943 au 5e régiment étranger d'infanterie et envoyé en exil dans un camp de légionnaires du Tonkin, puis assigné à résidence à côté de Kampot.
Entre 1944 et 1945, il retrouve le poste de secrétaire général du roi, mais cette fois-ci au service de son neveu.
Le 17 octobre 1945, après la défaite du Japon impérial et l'arrestation de Son Ngoc Thanh, mis au poste de Premier ministre par les autorités nipponnes, l'administration coloniale remise en place confie à Sisowath Monireth la tâche de former un nouveau gouvernement. Il en profitera pour entamer des négociations sur l'« avenir du Cambodge », obtenant que le roi bénéficie d'une certaine autonomie dans l’administration des questions internes, La France gardant la haute main sur les affaires étrangères, la défense et le contrôle des minorités ethniques.
En plus de la conduite de ce gouvernement, il dirigera aussi les ministères de l'Intérieur et de la défense nationale. À ce titre, il créa la première armée cambodgienne moderne, avec l’assentiment des Français. Il utilisa à cet effet les membres des anciens bataillons coloniaux démobilisés : ceux-ci formèrent les cadres d’une troupe dont la mission, conformément à la convention militaire franco-khmère signée le 20 novembre 1946, devait soutenir le pouvoir royal, préserver la sécurité intérieure et défendre les frontières. Il créa aussi une école d’officiers qui ouvrit ses portes le 1er janvier 1946 et à laquelle il invita à s’inscrire tous les jeunes entre 18 et 25 ans titulaires d’un diplôme d’études supérieures.
Le 15 décembre 1946, à la suite de la victoire du parti démocrate aux élections, Sisowath Monireth doit céder son poste de Premier ministre au prince Sisowath Youtevong.
En 1947 et 1948, il est vice-président du conseil de régence.
En 1950, il est nommé major général, chargé de gérer le personnel du palais royal, puis, de 1950 à 1952, inspecteur général de l’armée royale cambodgienne.
L’indépendance du Cambodge acquise, il devient son premier ambassadeur à Paris, de 1954 à 1955.
En 1955, il est nommé conseiller militaire du roi Norodom Suramarit, poste qu’il conservera jusqu’à la mort de celui-ci en 1960.
Le 15 septembre 1956, Norodom Sihanouk le nomme ministre de « l’assainissement général » ; une de ses premières mesures sera de proposer une juridiction spéciale et indépendante, chargée de traiter les dossiers de personnalités soupçonnées de corruption. Le chef de l’État demande la démission de son ministre, mais celui-ci refuse. Il faudra donc attendre le 25 octobre 1956 et la création d’un nouveau gouvernement pour qu’il quitte son ministère.
Du 6 avril au 13 juin 1960, en tant que président du conseil de régence, il assure l’intérim à la tête du pays, à la suite de la mort du roi Norodom Suramarit et avant que Norodom Sihanouk ne fasse déclarer le trône vacant, pour conserver son titre de chef de l’État et poursuivre ses activités politiques.
À cette occasion, Monireth devait, non sans une certaine amertume, renoncer à toute ambition monarchique, mais Sihanouk doutait de la sincérité de cette résignation. Il faut dire que si les relations entre les deux hommes ne furent jamais chaleureuses, le neveu était par contre convaincu de la loyauté de son oncle et n’hésitait pas à faire appel à lui en cas de crise sans pour autant lui donner de pouvoir. Avec sa formation à l’École spéciale militaire de Saint-Cyr et son passé dans l’armée française, il aurait certainement été plus à même de diriger l’armée cambodgienne que ne le firent Lon Nol ou Sisowath Sirik Matak, mais Sihanouk s’y refusera toujours. Dans ses moments de déprime il déplorait qu'on le considère comme « un buffle que l’on monte pour traverser un champ immergé ». Si en public sa conduite était irréprochable, en privé il se désolait des « enfantillages de son neveu ».
De 1960 à 1963, il est à nouveau inspecteur général de l’armée royale cambodgienne. Le 31 octobre 1963, il est promu général, mais à titre honorifique. De 1963 à 1970, il est conseiller militaire auprès de Norodom Sihanouk.
De mars à mai 1973, il est mis aux arrêts par le régime de Lon Nol.
En avril 1975, peu après que les troupes khmères rouges aient investi Phnom Penh et remporté la guerre civile cambodgienne commencée en 1967, il se présente à l’ambassade de France, où on lui refusa l’asile,. Il aurait été exécuté en septembre 1975.